# Eberhard von Entringen

Wappen derer von Entringen

Eberhard von Entringen war Dekan und Kanoniker in Straßburg.

## Leben und Wirken
Papst Innozenz IV. befahl am 17. April 1247 Eberhard von Entringen auf Bitten des Klerikers Heinrich von Pforzheim, die Äbtissin und den Konvent von Erstein bei Straßburg dazu zu zwingen, entsprechend einem früheren Mandat dem genannten Kleriker eine Pfründe ihres Patronats zu verleihen und widerrief die von den Nonnen, die durch die früheren Exekutoren gebannt worden waren, inzwischen erlangten päpstlichen Briefe. Er war 1247–1278 Domherr in Straßburg und 1277 provisor et gubernator ecclesiae argentinensis, d. h. Verwalter und Leiter des Straßburger Münsters.
Eberhard von Entringen war im Februar 1258 Archidiakon des Klosters Niedermünster (Inferioris monasterii) in Hohenburg. 1266 war er rector fabrice in Straßburg, zu einer Zeit, als der mit ihm verwandte Scholastikus Markward von Entringen iudex fabrice war. Das waren geistliche, dem Domkapitel angehörende und im bischöflichen Auftrag tätige Baumeister des Straßburger Münsters.
Eines Eberhards von Aentringen wird auch im Jahr 1191 im Stiftungsbrief des Klosters Bebenhausen gedacht, aber es ist ungewiss, ob es sich dabei nicht um einen Vorfahren des Herrenalber Abtes handelt.

## Familie
Er war ein Bruder von Konrad und Otto von Entringen sowie der Ita von Entringen.